# 狼森
狼森（おいのもり）は、岩手県岩手郡雫石町の小岩井農場敷地内にある独立丘陵。宮沢賢治の童話『狼森と笊森、盗森』に舞台の一つとして登場する。
2005年（平成17年）3月に「イーハトーブの風景地」の一つとして国の名勝に指定された。